# Crkva sv. Nikole Tavelića u Brgulama
Crkva sv. Nikole Tavelića, rimokatolička crkva u Brgulama. 
Crkva je posvećena sv. Nikoli Taveliću. Kamen temeljac crkve blagoslovio je vrhbosanski nadbiskup i kardinal Vinko Puljić 29. travnja 2000. godine. Iako su u tuzlanskoj općini, pripadaju lukavačkoj župi, odnosno podružna su crkva župe sv. Ante Padovanskoga u Lukavcu.
Crkva je dovršena 2007.  godine. Nova crkva je pored stare kapelice sv. Filipa i Jakova koja se nalazi odmah uz novu crkvu.